# Булычёв, Тихон Филиппович

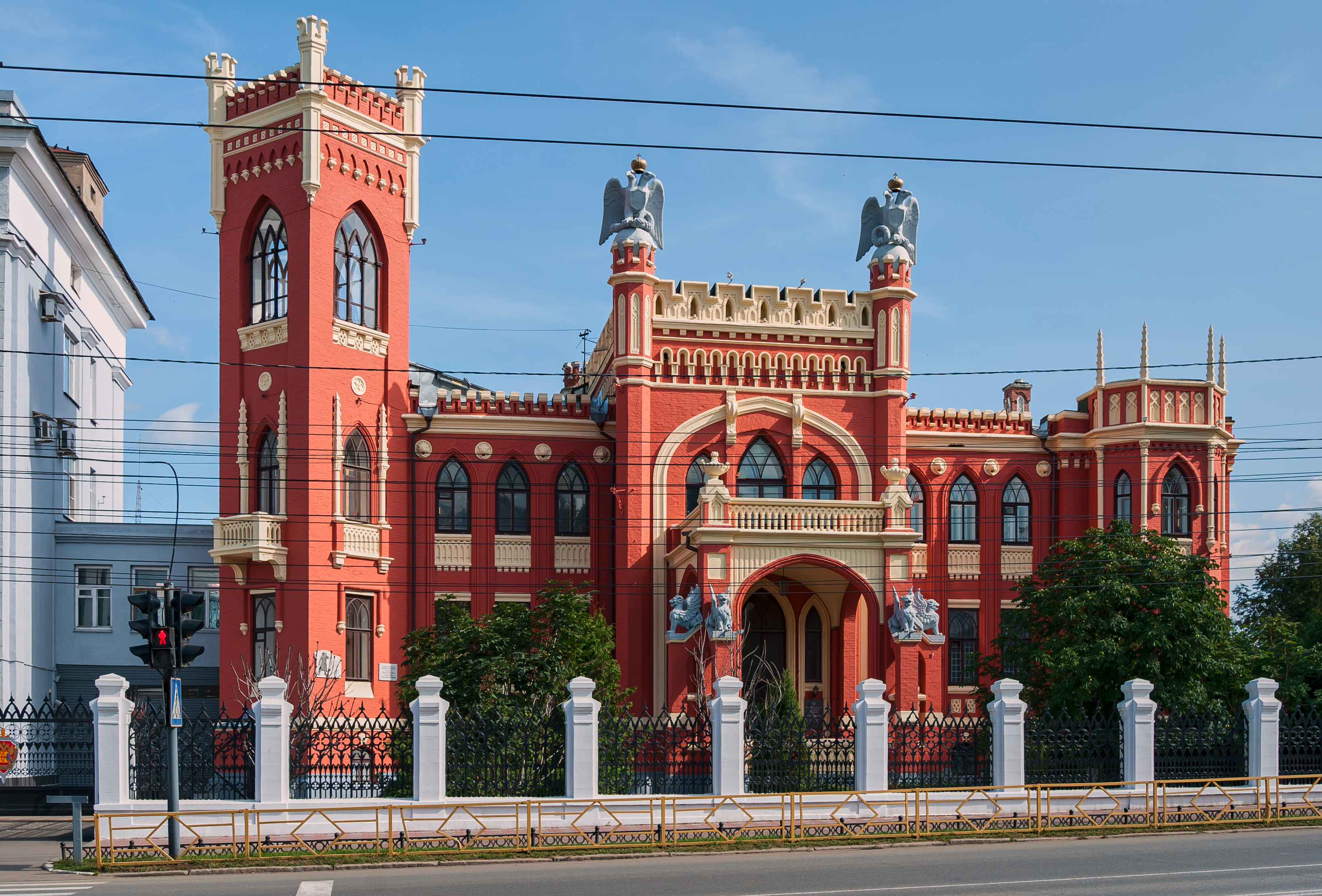
Дом Булычёва в Кирове

Тихон Филиппович Булычёв (8 мая 1847—1926) — купец 1-й гильдии, меценат, гласный Орловской городской думы, городской голова Орлова. Потомственный почётный гражданин.

## Биография
Тихон Булычёв родился 8 мая 1847 года в семье потомственных купцов города Орлова Вятской губернии. Его отец, дед и прадед были купцами и занимались предпринимательской деятельностью свыше 100 лет. У него был брат Егор.
Они вели торговлю товарами в Петербурге, Рыбинске и Архангельске. Мальчик получил домашнее образование и начал заниматься семейным делом, некоторое время проучившись в Петершуле.
Отец Тихона Булычёва — Филипп Булычёв, занимался пароходством и оставил своему сыну два парохода. Ещё через 4 года у Тихона Булычёва было уже 7 пароходов: «Булычёв», «Гражданин», «Дед», «Николай», «Потомственный», «Любимец», «Основатель». Буксирный пароход «Гражданин» курсировал по Вятке уже в 1863 году.
В 1874 году Тихон Булычёв развил на Вятке пассажирское пароходное движение и состоял в «Обществе подаяния помощи при кораблекрушениях». Выделил средства на строительство спасательной станции рядом с пристанью Вятки.
Избирался гласным городской думы. В 1876 году стал главой городской думы. После вступления в должность, он уволил секретаря канцелярии, который решил отомстить Тихону Булычёву — и на одном из заседаний выстрелил ему в спину, правда пуля попала спинку кресла. Сам Тихон Булычёв не пострадал, но возможно из-за этого события он решил оставить в том же году должность, которую занимал. Он переехал в Вятку и занялся торговлей и речным флотом. Способствовал открытию в Вятке детских приютов.
Сохранился особняк Тихона Булычёва на улице Ленина, который был создан под руководством архитектора Ивана Чарушина. В середине 1880-х годов в его конторе появился первый телефон в Вятке. В начале 1890-х годов в его пароходах появилось электрическое освещение. Тихон Булычёв женился на Екатерине Александровне Прозоровой, которая происходила из купеческой семьи. В их браке родилось трое детей — сын Николай 1888 года рождения и две дочери. Одна дочь умерла в детском возрасте, вторая, Александра, жила в Вятке и впоследствии вышла замуж за городского голову.
В декабре 1901 года Николай II опубликовал устав Вятско-Волжского речного пароходства, в котором Т. Ф. Булычёв значился директором-распорядителем. Основной капитал фирмы составил около 3 миллионов рублей.
Тихон Булычёв занимался поставками хлеба в Архангельск и на Рыбинскую и Петербургскую биржи. Он был собственником ткацкой и льнопрядильной фабрики в Вятки, поставлял свою продукцию в Москву. Осуществлял торговлю керосином.
В 1908 году Тихон Булычёв приобрёл рентгеновский аппарат для губернской земской больницы.
Во время Первой мировой войны Тихон Булычёв жертвовал по 1000 рублей ежемесячно на нужды Красного Креста и семей фронтовиков. В своём доме он оборудовал лазарет для раненых солдат.
Тихон Булычёв был высокого роста и худощавого телосложения. Любил хорошо одеваться. Сохранилась только одна фотография Тихона Булычёва, сделанная вятским фотографом Сергеем Лобовиковым в 1910 году.
После революции 1917 года, Тихон Булычёв потерял своё имущество и состояние. Умер в 1926 году и был похоронен на Богословском кладбище. Существует мнение, что Тихон Филиппович Булычёв стал прототипом героя пьесы Максима Горького «Егор Булычов и другие».